# 大島良明
大島良明（おおしま よしあき、1952年11月23日—）是一位日本天文學家，小行星中心認定他發現了61顆小行星，包括雙小行星4383駿河、潛在危險天體 (7753)1988 XB 和小行星4715梅德西卡斯特。

## 生平
日本宇宙警衛協會（日本スペースガード協会）熱衷於對年輕人進行天文教育，舉辦了宇宙警衛私家偵探－逃犯是小行星！大島義昭作為委員之一參與了這個計畫。日本宇宙警衛協會在會議記錄中提交了有關該專案的論文，大島良明是其中的撰稿人。
1985年至1990年，大島良明擔任國際文化友善協會基金會月光天文台（靜岡縣田方郡函南町）天文學部委員。